# Anders Borg

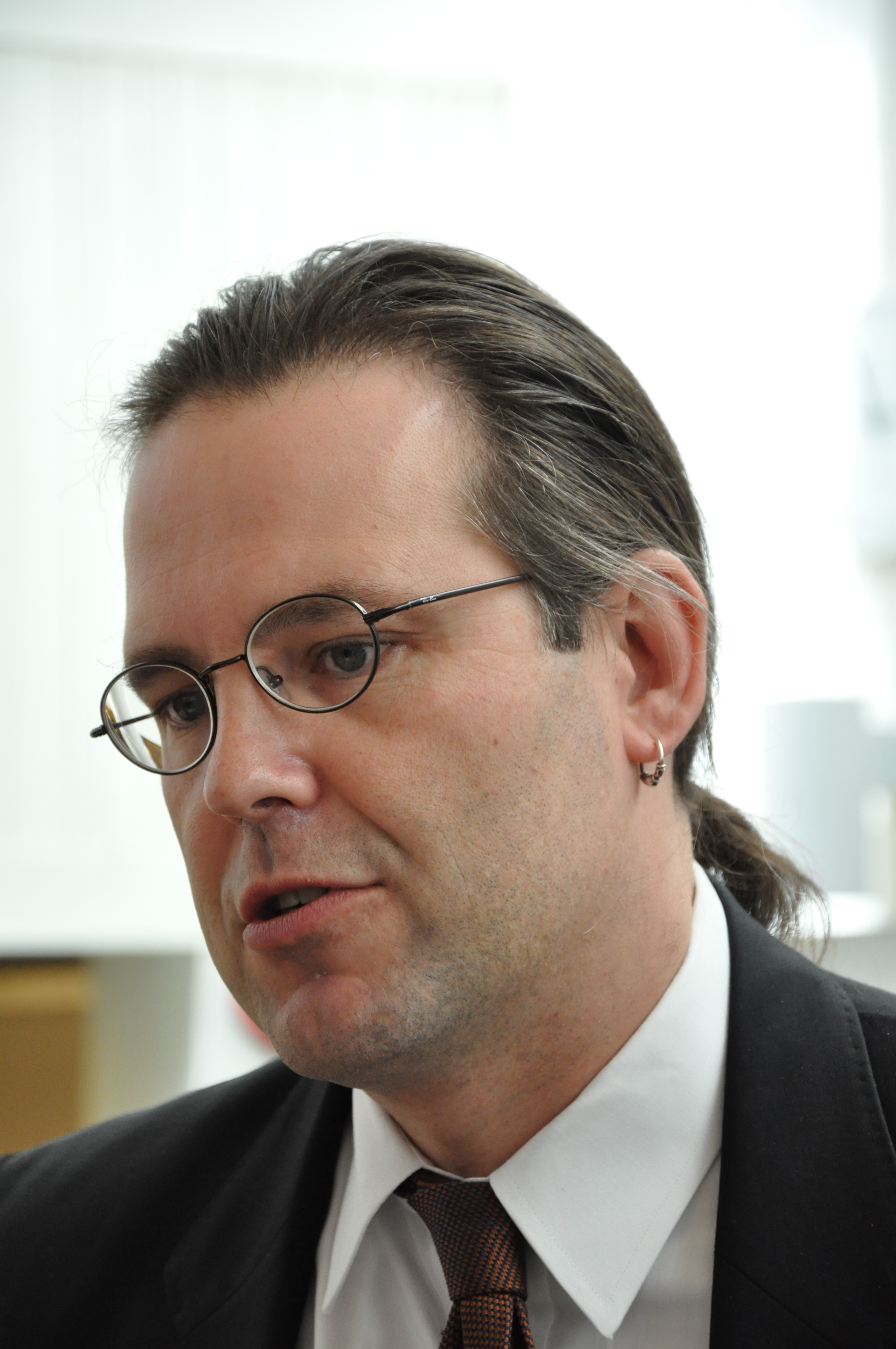
Anders Borg bei einer Pressekonferenz des Finanzministeriums 2010 in Stockholm.

Anders Erik Borg (* 11. Januar 1968 in Stockholm), wohnhaft in Stockholm, ist ein schwedischer Wirtschaftswissenschaftler und war als Politiker der Moderata samlingspartiet vom 6. Oktober 2006 bis zum 3. Oktober 2014 schwedischer Finanzminister. Von 2002 bis 2006 war Borg bereits Chefökonom und Bürochef der Moderaten gewesen. Er galt als zentraler Ideengeber der Wirtschafts- und Finanzpolitik der Regierung Reinfeldt.

## Werdegang
Anders Borg ist in Stockholm geboren, wuchs aber in Norrköping auf. Er studierte Philosophie, Wirtschaftsgeschichte, Volkswirtschaftslehre und Politikwissenschaft an den Universitäten Uppsala und Stockholm. Nach seinem Abschluss arbeitete er als wissenschaftlicher Mitarbeiter an der Universität, jedoch ohne seine Doktorarbeit abzuschließen. Daneben war er Vorsitzender der politischen Studentenverbindung Heimdal und Vizevorsitzender des Studentenverbandes Fria Moderata Studentförbundet, einem Zusammenschluss konservativ-liberaler Studenten.
Nach dem Wahlsieg der Bürgerlichen 1991 wurde er Redenschreiber für den damaligen Premierminister Carl Bildt und politisch sachkundig, vor allem in sozialen Fragen, im Koordinationsbüro des Staatsratsausschusses, einer Abteilung der schwedischen Regierungskanzlei. Nach dem Wahlverlust 1994 verließ er die Politik und arbeitete in den folgenden Jahren für verschiedene Arbeitgeber in der freien Wirtschaft, so unter anderem als Chefökonom der ABN AMRO in Stockholm und Chefanalytiker bei Skandinaviska Enskilda Banken. Des Weiteren war er Mitglied in verschiedenen Expertengruppen über Fragen der Volkswirtschaft und des Arbeitsmarktes.
Anders Borg ist verheiratet, Vater von drei Kindern und wohnt in Katrineholm.

## Kontroversen
Kurz nach dem Zusammentritt der neuen Regierung im Herbst 2006 gab Borg zu, jahrelang ein Kindermädchen schwarz beschäftigt und die Rundfunkgebühr nicht bezahlt zu haben.
Ende der 1980er-Jahre sagte er in einem Fernsehinterview, dass der Reichstag und die Demokratie an sich unnötig für Menschen sind, die ihr Leben mit ihrem eigenen Geld bestreiten können. Diese Aussage wurde im traditionell gesellschaftlich-sozialen Schweden von vielen als unangebrachte neoliberale Sichtweise kritisiert und auch Borg distanzierte sich nach seiner Vereidigung als Minister von seinen Aussagen. Der ehemalige Ministerpräsident Göran Persson attackierte in seiner Abschiedsrede als Parteivorsitzender der Sozialdemokraten am 17. März 2007 diese Aussagen Borgs.

## Zitate
- „Politik ist, sich um Fakten zu streiten, nicht um Werte.“[5]
- „Es ist wichtiger, dass die Leute arbeiten, anstatt zu saufen.“[6]

## Veröffentlichungen (Auswahl)
- Anders E. Borg: Förmynderiets teori: en kritik av public service-ideologin. City university press, Stockholm 1994, ISBN 91-7562-063-4.
- Anders E. Borg: Generell välfärdspolitik - bara magiska ord? City university press, Stockholm 1992, ISBN 91-7562-050-2.